# Eriophora heroine
Eriophora heroine là một loài nhện trong họ Araneidae.
Loài này thuộc chi Eriophora. Eriophora heroine được Ludwig Carl Christian Koch miêu tả năm 1871.